# 弗洛基

9世紀時，冰島第一批斯堪地納維亞人的探勘路線圖。紫色和紅色是前兩位偶然發現的維京人路線，綠色是弗洛基有計畫前往的路線。

弗洛基（古諾爾斯語和冰島語：Hrafna-Flóki Vilgerðarson，全名譯為「渡鴉」弗洛基·維爾格扎松，生存於9世紀）是第一個有計畫前往冰島的維京人。他的故事記錄在冰島9世紀手稿《定居之書》中。然而，他抵達冰島的確切年份並不明確。

## 遠航冰島
西元868年，弗洛基離開斯堪地納維亞，出發尋找早前另一個維京人加達·斯馬維爾森發現的新土地。他除了妻女，還帶了隨從（包括法赫薩、赫爾霍夫、索羅夫），從西挪威起航。弗洛基沒有直接航行到冰島，而是先到了昔德蘭群島，據說他的女兒在途中溺水身亡。弗洛基繼續帶著家眷抵達法羅群島，在那裡他帶著三隻渡鴉幫助他尋找前往冰島的途徑，因此被暱稱為「渡鴉」弗洛基，通常史料都以這個名字記載他的故事。
離開法羅群島航行了一段時間之後，弗洛基將其中一隻渡鴉放飛，這隻渡鴉卻飛回法羅群島。隔天，第二隻放飛的渡鴉飛回船上。最後，第三隻渡鴉則飛往西北方，沒有返回，弗洛基知道他們已經離陸地很近，所以他們跟著第三隻烏鴉飛去的方向航行。經過冰島南半岛地区後，他們發現一個大海灣。弗洛基的隨從法赫薩說「我們找到了一片偉大的土地」，這個面向雷克雅維克的海灣被他們命名為法赫薩灣。
弗洛基在今日冰島西峽灣區的巴尔扎海岸紮營。時值夏季，氣候適中，弗洛基和他的同伴們以捕魚和狩獵度日。為了要替隨後的寒冬做準備，等待春天到來，弗洛基將定居點移到最高的山頂。他爬上山頂後，立即看見一個大峽灣（今日被稱為伊薩深峽灣），水面漂滿了冰塊，因此他將整片土地命名為冰島。當冬季到來時，寒冷的氣候殺死了他的所有家畜。在弗洛基失望的回到挪威之後，維京人問起他們找到的新土地時，弗洛基認為冰島沒有定居的價值，赫爾霍夫認為冰島的環境有好也有壞。但索羅夫卻不這麼認為，他聲稱冰島是一片「富到流油」的地方，連路邊的雜草都能擠出牛油，後來索羅夫被人們暱稱為「牛油」索羅夫。雖然弗洛基對冰島的第一印象很不好，但他後來還是回到冰島的斯卡加峽灣定居。今日，冰島有許多地名和弗洛基及他的子女有關，例如冰島首都雷克雅維克的弗洛基街。

## 相關藝術作品
2013年加拿大歷史頻道播映的電視影集《維京傳奇》，由瑞典演員古斯塔夫·史柯斯嘉飾演弗洛基。在劇中，弗洛基是具有革命性技術的造船人，也是傳奇英雄朗納爾·洛德布羅克的手下與好友。這個角色是基於弗洛基稀少的歷史記載而創作。在第五季中，弗洛基抵達冰島，相信自己找到了眾神的居所：阿斯加德。

## 延伸閱讀
- Byock, Jesse (1988) Medieval Iceland: Society, Sagas and Power (University of California Press) ISBN 978-0520069541
- Byock, Jesse (2001) Viking Age Iceland (Penguin Books) ISBN 978-0140291155
- Hjalmarsson, Jon R. (1993) History of Iceland - From Settlement to the Present Day (Reykjavík: Iceland Review ) ISBN 978-9979510710
- Jones, Gwyn  (1986) The Norse Atlantic Saga: Being the Norse Voyages of Discovery and Settlement to Iceland, Greenland, and North America (Oxford University Press) ISBN 978-0192851604
- Karlsson, Gunnar (2000) The History of Iceland  (University of Minnesota Press) ISBN 978-0816635894